# Aconitum stylosum
Aconitum stylosum är en ranunkelväxtart som beskrevs av Otto Stapf. Aconitum stylosum ingår i släktet stormhattar, och familjen ranunkelväxter. Utöver nominatformen finns också underarten A. s. geniculatum.